# Подгор'я (Задорожська волость)
Подгор'я (рос. Подгорье) — присілок в Псковському районі Псковської області Російської Федерації.
Населення становить 6 осіб. Входить до складу муніципального утворення Карамишевська волость.

## Історія
Від 2015 року входить до складу муніципального утворення Карамишевська волость.

## Населення
1. Н/Д[2]